# كأس البرازيل 2007
كأس البرازيل 2007 هو الموسم 19 من كأس البرازيل. أقيم خلال الفترة 14 فبراير 2007 وحتى 6 يونيو 2007، وأشرف على تنظيمه اتحاد البرازيل لكرة القدم، وكان عدد الأندية المشاركة فيه 64، وفاز فيه نادي فلومينينسي.